# Архангельський район
Арха́нгельський район (рос. Архангельский райо́н; башк. Архангел районы) — муніципальне утворення у складі Республіки Башкортостан Російської Федерації. Адміністративний центр — село Архангельське.
Архангельський район був утворений 1930 року.

## Географія
Муніципальний район розташований в центральній частині Республіки на південний схід від Уфи, площа його території становить 2422 км². Територію району перетинають залізниця Карламан—Бєлорєцьк і автомобільна дорога Уфа—Бєлорєцьк.

## Населення
Населення району становить 17441 особа (2019, 18514 у 2010, 20165 у 2002). На території Арх-Латиської сільської ради району компактно проживають латиші.

## Адміністративно-територіальний поділ
На території району 12 сільських поселень, які називаються сільськими радами:
| Поселення                      | Площа, км² | Населення, осіб (2002) | Населення, осіб (2010) | Населення, осіб (2019) | Центр          | Населені пункти |
| ------------------------------ | ---------- | ---------------------- | ---------------------- | ---------------------- | -------------- | --------------- |
| Абзановська сільська рада      | 54,61      | 1128                   | 1038                   | 989                    | Абзаново       | 3               |
| Архангельська сільська рада    | 63,47      | 5909                   | 5978                   | 6058                   | Архангельське  | 2               |
| Арх-Латиська сільська рада     | 325,51     | 2341                   | 2063                   | 1915                   | Максим Горький | 11              |
| Бакалдінська сільська рада     | 372,22     | 2018                   | 1867                   | 1685                   | Бакалдінське   | 8               |
| Інзерська сільська рада        | 735,37     | 1678                   | 1290                   | 1076                   | Валентиновка   | 9               |
| Ірникшинська сільська рада     | 71,12      | 632                    | 555                    | 496                    | Ірникші        | 4               |
| Краснозілімська сільська рада  | 146,72     | 1495                   | 1285                   | 1175                   | Красний Зілім  | 8               |
| Краснокуртівська сільська рада | 203,11     | 496                    | 407                    | 347                    | Шакіровка      | 5               |
| Липовська сільська рада        | 168,57     | 1529                   | 1351                   | 1265                   | Благовіщенка   | 8               |
| Орловська сільська рада        | 52,01      | 502                    | 456                    | 396                    | Орловка        | 5               |
| Тавакачевська сільська рада    | 54,31      | 988                    | 1020                   | 996                    | Тавакачево     | 4               |
| Узунларовська сільська рада    | 174,43     | 1449                   | 1204                   | 1043                   | Узунларово     | 4               |

## Найбільші населені пункти
| №  | Населений пункт | Населення, осіб (2002) | Населення, осіб (2010) |
| -- | --------------- | ---------------------- | ---------------------- |
| 1  | Архангельське   | 5 641                  | 5 819                  |
| 2  | Абзаново        | 899                    | 836                    |
| 3  | Максим Горький  | 838                    | 802                    |
| 4  | Бакалдінське    | 670                    | 621                    |
| 5  | Тавакачево      | 554                    | 594                    |
| 6  | Валентиновка    | 718                    | 592                    |
| 7  | Красний Зілім   | 556                    | 534                    |
| 8  | Терекли         | 577                    | 520                    |
| 9  | Благовіщенка    | 542                    | 490                    |
| 10 | Азово           | 488                    | 461                    |

## Економіка
Розвинене тваринництво молочно-м'ясного напряму і бджільництво, вирощують ярову пшеницю, буряк цукровий, озиме жито і овес. Значний розвиток отримала лісова промисловість. Є родовища нафти і цегляної сировини.

## Визначні пам'ятки
Природні визначні пам'ятки: Аскінська крижана печера і її околиці, Клюквенне озеро у села Орловка, Архангельський державний заповідник з охорони водоплавних птахів.

## Поселення
- Про Архангельський район (рос.)
- На сайті Республіки Башкортостан [Архівовано 26 жовтня 2010 у Wayback Machine.] (рос.)